# Czonob
Czonob (ros. Чоноб) – wieś w Rosji, w Dagestanie, w rejonie gunibskim. W 2010 liczyła 32 mieszkańców, głównie Awarów.